# Michelle Cotton
Michelle Cotton (* 1977 in Preston, Vereinigtes Königreich) ist eine britische Kuratorin und Kunsthistorikerin.

## Leben
Cotton studierte Englische Literatur am King’s College London sowie Kunstgeschichte am Courtauld Institute of Art.
Ihre kuratorische Laufbahn startete Cotton in der Norwich Gallery. Sie verantwortete anschließend die Programme der Organisationen S1 Artspace in Sheffield und Cubitt in London.
Als Chefkuratorin wirkte sie von 2010 bis 2015 am Zentrum für zeitgenössische visuelle Kunst Firstsite in Colchester, bevor sie von 2015 bis 2019 als Direktorin den Bonner Kunstverein leitete.
Derzeit ist sie Programmleiterin am Mudam, dem nationalen Museum für zeitgenössische Kunst in Luxemburg.
Als Kuratorin hat Cotton mehr als 50 Ausstellungen realisiert.
Im Sommer 2024 wird sie ihre Stelle als künstlerische Leiterin der Kunsthalle Wien antreten. Sie folgt damit dem derzeitigen Leitungsteam, dem Kuratorinnenkollektiv WHW, bestehend aus Ivet Ćurlin, Nataša Ilić und Sabina Sabolović.

## Publikationen
- Michelle Cotton (Hg.), Peter Halley. Conduits: Paintings from the 1980s, Berlin: Hatje Cantz 2023